# Nakhon Suvarnabhumi

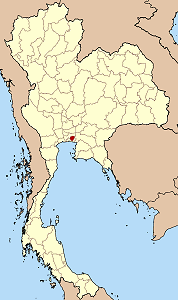
Locatie van de geplande provincie

Nakhon Suvarnabhumi (Thai: นคร สุวรรณภูมิ) was een voorstel voor een nieuwe provincie van Thailand in het zuidoosten van Bangkok rond de nieuwe luchthaven van Bangkok. Het was de bedoeling om de wijken Lat Krabang en Prawet van Bangkok en King Amphoe Bang Sao Thong en Amphoe Bang Phli van Samut Prakan hiermee te dekken, een gebied van 521 km² met ongeveer 462.000 inwoners.
Het voorstel werd aangekondigd in oktober 2005, met een wetsvoorstel goedgekeurd door het kabinet in juni 2006. Volgens het wetsvoorstel zou de eerste vier jaar de provincie worden bestuurd door een gouverneur, aangesteld door het ministerie van Binnenlandse Zaken en begeleid door een uit dertig leden bestaand raad van bestuur, voorgezeten door de minister-president. Na deze vier jaren zou het raad van bestuur worden ontboden, maar de uiteindelijke bestuurlijke structuur van de provincie nog niet zijn ingesteld. Het was de bedoeling om een speciale administratieve zone te vormen, waarschijnlijk met een gekozen gouverneur als Bangkok heeft. Een definitief wetsvoorstel werd gepland om na de politieke crisis van 2006 in te dienen, maar na de staatsgreep werd het stil rondom het project.
De oprichting van de nieuwe provincie en de verdere ontwikkeling van het gebied rondom de luchthaven zijn bekritiseerd door verschillende groepen, met name de Bangkok Metropolitan Authority. De eerdere ongebruikte gebieden worden gebruikt als onderdeel van het systeem om Bangkok te beschermen tegen vloedstromen, wat kan worden aangetast door de voortgaande verstedelijking in dat gebied. Het plan ondervond ook negatieve reacties in enquêtes onder de plaatselijke bevolking.
Het voorstel werd uiteindelijk ingetrokken na een besluit van het kabinet op 3 april 2007.